# Усманов, Абдубашар
Абдубашар Усманов — советский хозяйственный деятель, Герой Социалистического Труда.

## Биография
Родился в 1926 году в Беговатском районе Ташкентского округа. Член КПСС.
В 1941—1987 годах — колхозник-хлопкороб, механик-водитель хлопкоуборочной машины, звеньевой комплексного механизированного звена колхоза имени Ленина Бекабадского района Ташкентской области Узбекской ССР.
Указом Президиума Верховного Совета СССР от 1 марта 1965 года присвоено звание Героя Социалистического Труда с вручением ордена Ленина и золотой медали «Серп и Молот».
Делегат XXIII съезда КПСС.
Жил в Ташкентской области Узбекистана.

## Награды и звания
- Герой Социалистического Труда (01.03.1965)
- Орден Ленина (01.03.1965)